# Colin Blunstone
Colin Edward Michael Blunstone est un chanteur et guitariste britannique, né le 24 juin 1945 à Hatfield, (Hertfordshire). Il fut le chanteur du groupe pop The Zombies dans les années 1960, puis mena une carrière en solo à la suite de leur séparation en 1968. Il a également collaboré avec The Alan Parsons Project notamment pour la chanson The eagle will rise again de Pyramid ainsi que Old and Wise sur Eye in the Sky. En 1983 et 1984, il a été membre du groupe Keats, avec Ian Bairnson aux guitares, Peter Bardens aux claviers, David Paton à la basse et Stuart Elliott à la batterie, un seul album a été publié en 1984. On le retrouve aussi en 1996 au chant sur l'album Watcher of the skies - Genesis Revisited de Steve Hackett, sur la chanson For Absent Friends.

## Biographie
- Cette section a été traduite de l'article Wikipedia consacré à Colin Blunstone.

Colin Edward Michael Blunstone naît à Hatfield, Hertfordshire, en Grande Bretagne le 24 juin 1945. Plus tard, il fréquentera l'école pour garçons St Albans County Grammar School. Rod Argent, Paul Atkinson et Hugh Grundy jouent ensemble lors d'une kermesse à la fête de Pâques de 1961 à St Albans dans le Hertfordshire. L'organiste Rod Argent voulant former un groupe à l'époque, proposa alors à son cousin le bassiste Jim Rodford de se joindre à lui, mais ce dernier jouant alors avec une formation locale The Bluenotes, refusa. Colin Blunstone et Paul Arnold le rejoignent alors que tous sont toujours étudiants. Après avoir gagnés à un concours local, ils profitèrent du prix qui leur donnait la possibilité d'enregistrer un démo et, c'est ainsi que la chanson She's not there leur apporta un contrat d'enregistrement avec les disques Decca et que le groupe The Zombies naquit.
La voix de Colin a toujours été considérée comme un atout majeur dans le succès mondial du single She's not there, mais en 1968 le groupe se sépare à cause de problèmes avec leur manager peu après avoir terminé leur album de musique pop baroque, Odessey and oracle. À la suite de quoi Colin Blunstone travailla pendant quelque temps dans un bureau pour une compagnie d'assurances avant de reprendre sa carrière musicale. Il connaîtra alors le succès en tant qu'artiste solo, surtout à partir de 1972 avec le single Say You Don't Mind écrite avec l'ex-guitariste des Moody Blues et futur Wings Denny Laine. Puis le single suivant, I Don't Believe in Miracles écrite par Russ Ballard du groupe Argent, formé par l'ex-organiste des Zombies Rod Argent. Son premier album solo sort en 1971 et s'intitule One Year, produit par Chris White, il contient la chanson Caroline Goodbye d'après sa récente séparation avec la top model et actrice Caroline Munro. Puis après avoir signé un nouveau contrat d'enregistrement de disque avec le label d'Elton John, The Rocket Record Company, il sort conséquemment trois albums solo, Planes en 1976, Never even thought en 1978 sur lequel il reprend ce titre éponyme de Murray Head et finalement Late Nights in Soho en 1979 mais celui-ci ne sera toutefois distribué qu'en Europe.
Colin a aussi contribué en 1980 à la chanson What Becomes of the Brokenhearted avec Barbara Gaskin et Dave Stewart, l'ancien claviériste des groupes Egg, Arzachel et Bruford. On retrouve aussi sur ce single en face B, la pièce The Loco-Motion, le fameux succès de Gerry Goffin et Carole King. Sur une autre édition de ce single toutefois, on retrouve la chanson There Is No Reward en face B. Par la suite, Colin commence une collaboration qui se renouvellera à quelques reprises, avec Alan Parsons Project sur l'album Pyramid en Juin 1978 pour la chanson The Eagle Will Rise Again, il chante aussi sur Old and wise de l'album Eye in the sky en 1982. Et en 1984, il est de retour pour leur album Ammonia Avenue sur la pièce Dancing on a Highwire et finalement la chanson Somebody Out There sur Vulture Culture en 1985. Puis il forme l'éphémère groupe Keats, avec Peter Bardens aux claviers anciennement du groupe Camel et ses partenaires du Project, soit Ian Bairnson aux guitares, David Paton à la basse et Stuart Elliott à la batterie, que l'on verra aussi avec Kate Bush sur ses deux premiers albums. Un seul album sort de ce groupe Keats en 1984, Richard Cottle y a aussi participé tant aux claviers qu'au synthétiseur et au saxophone, il est produit par Alan Parsons. Enfin, on le retrouve en 1999 sur l'album The time machine d'Alan Parsons, qui a depuis dissous le Project et fait carrière sous son propre nom, pour la chanson Ignorance is bliss. En 2002, il enregistre un album avec l'ancien claviériste des Zombies, Rod Argent, Out of the Shadows, ce qui clôt la boucle puisqu'il retrouve un musicien avec lequel il a commencé sa carrière.

## Discographie

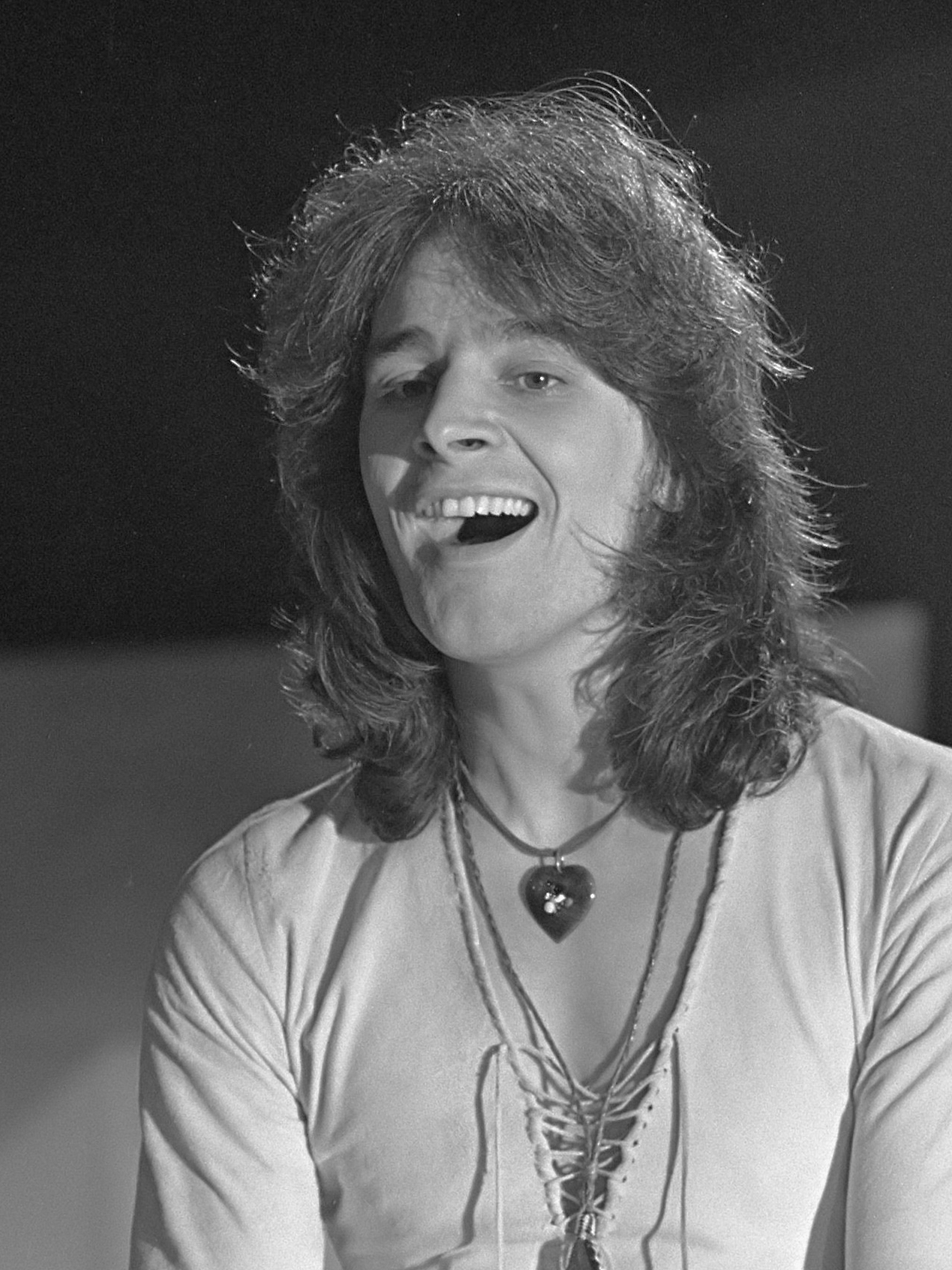
Colin Blunstone en 1973.

### Zombies
- 1965 : Begin Here
- 1965 : The Zombies - Version américaine de l'album précédent
- 1968 : Odessey and Oracle
- 1991 : New World
- 2004 : As Far as I Can See...
- 2011 : The Zombies Featuring Colin Blunstone & Rod Argent Breathe Out, Breathe In
- 2012 : The Zombies Featuring Colin Blunstone & Rod Argent – Recorded Live In Concert At Metropolis Studios, London
- 2015 : Still Got That Hunger

### Colin Blunstone & Rod Argent
- 2002 : Out of the Shadows

### Albums studio
- 1971 : One Year
- 1972 : Ennismore
- 1974 : Journey
- 1976 : Planes
- 1978 : Never Even Thought
- 1979 : Late Nights in Soho
- 1982 : I Don't Believe in Miracles
- 1995 : Echo Bridge
- 1998 : The Light Inside
- 2009 : The Ghost of You and Me
- 2012 : On the air tonight

### Acétate
- 1983 : Touch/Touch - Acétate 12" avec Mel Collins sur la face B écrit et produit par Peter Bardens.

### Album live
- 1996 : Live at the BBC

### Compilation
- 1979 : I Don't Believe In Miracles
- 1985 : Golden Highlights
- 1991 : Sings His Greatest Hits
- 1993 : Miracles
- 1995 : Some Years: It's The Time Of Colin Blunstone
- 2000 : Say you don't mind
- 2001 : Colin Blunstone
- 2003 : Super hits
- 2006 : Greatest Hits / The Light Inside - Album double
- 2008 : Ennismore / Journey
- 2010 : The best of Colin Blunstone
- 2010 : 3 Original Album Classics - Album tr4iple
- 2014 : Collected - Album triple renfermant des chansons des Zombies, de Blunstone en solo, de Alan Parsons Project, etc.
- 2015 : Planes & Never Even Thought

### Alan Parsons Project
- 1978 : Pyramid - Chant sur The Eagle Will Rise Again
- 1982 : Eye in the sky - Chant sur Old and wise
- 1984 : Amonnia Avenue - Chant sur Dancing on a Highwire
- 1985 : Vulture Culture - Chant sur Somebody Out There

### Alan Parsons
- 1999 : The time machine - Chant sur Ignorance Is Bliss

### Mike Batt and Friends
- 1979  : Tarot Suite - Chant sur Losing your way in the rain

### Barbara Gaskin & Dave Stewart
- 1980 : ''What Becomes of the Brokenhearted/The Loco-Motion - Single
- 1980 : ''What Becomes of the Brokenhearted/There is no reward - Single

### Keats
- 1984 : Keats

### Don Airey
- 1988 :  K2 (Tales Of Triumph & Tragedy)

### Steve Hackett
- 1996 : Watcher of the Skies: Genesis Revisited - Chant sur For absent friends